# أندرو غاردنر (كاتب)
أندرو غاردنر (بالإنجليزية: Scot Gardner)‏ هو كاتب أسترالي، ولد في 1968.

## وصلات خارجية
- الموقع الرسمي